# Orfűi-tó
Az Orfűi-tavak mesterséges tórendszer Pécstől kb. 10 km-re északnyugatra, a Mecsek északi lábánál helyezkedik el.
A mintegy 5 km hosszú tórendszert négy tó alkotja: az Orfűi-tó, a Pécsi-tó, a Herman Ottó-tó és a Kovácsszénájai-tó.
Az orfűi tórendszert a Vízfő-forrás bő karsztvize táplálja, 32 km²-nyi vízgyűjtő területről, éves szinten mintegy 4,5 millió m³ jellegzetesen kalcium-hidrogénkarbonátos vízzel.
A tórendszer kialakításának terve még az 1960-as évek elején született meg. Célja a bővizű karsztforrás lehetőségeinek kihasználása, s ezzel egyidejűleg a csatlakozó üdülőterületek létrehozása volt.
Elsőként az Orfűi-tó készült el 1962-re, mely 17 kataszteri holdnyi vízfelületével ekkor a tóvilágban a legkisebb volt. A tó Orfű és Mecsekrákos között fekszik. A gátakkal övezett partú tó mára már híres kirándulóközpont, a fürdőzők és horgászok paradicsoma lett.
A tónak mint tározónak többirányú rendeltetése van. Az árvízvédelem, üdülőövezet, vízi sportok adottságainak megteremtése mellett a sporthorgászat is kiemelkedő szerepet kapott. A tó vízszintje 70 m-rel magasabban van a Balaton vízszintjénél, átlagos mélysége 3,3 m. A tó mélységi tagozódása érdekes képet mutat a víz 44%-a 3-7 m mély, 56%-a 0-3 m közötti.
A tó mellett Malommúzeum és őrléstörténeti kiállítás nyílt, valamint egy erdészeti agancsgyűjtemény is látható itt.  Egy szabadtéren elhelyezett vitrinben A hal mint élőlény és táplálék című kiállítást rendeztek be.